# Fredrik Reinfeldt
John Fredrik Reinfeldt est un homme d'État suédois, né le 4 août 1965 à Haninge (comté de Stockholm). Il est membre du Parti du rassemblement modéré (Moderaterna), dont il est le président entre 2003 et 2015. Il est Premier ministre de 2006 à 2014.
Il adhère en 1983 à la Ligue des Jeunes modérés, mouvement de jeunesse du parti Moderaterna. Il en devient le chef en 1992, un après son élection comme député au Riksdag. Il est désigné président du groupe parlementaire des Modérés en 2002, puis président du parti l'année suivante. Il contribue à la réorientation de son mouvement, désormais plus libéral et centriste, qu'il présentera lui-même comme celui des « Nouveaux Modérés ».
Pour remporter les élections législatives de 2006, il forme une coalition de quatre partis de centre-droit baptisée « L'Alliance ». Celle-ci ayant remporté la majorité absolue au Riksdag, Fredrik Reinfeldt est nommé Premier ministre. À 41 ans, il est alors le plus jeune chef du gouvernement de l'histoire suédoise.
Durant son premier mandat, il doit gérer les conséquences de la crise financière mondiale née aux États-Unis en 2007. Sa cote de popularité étant atteinte par la politique de son gouvernement pour limiter les effets de cette crise, il remporte, grâce à sa coalition sortante, les élections de 2010 mais sans majorité absolue. Ce fait le contraint à former un gouvernement minoritaire, une situation inédite depuis l'instauration du suffrage universel en 1919.
Soutenu par sa coalition, il sollicite un troisième mandat de Premier ministre, mais la victoire relative des sociaux-démocrates et de leurs alliés écologistes aux élections de 2014 le conduit à quitter le pouvoir. Assumant l'échec de sa majorité, il quitte également la direction du Parti modéré quelques mois plus tard et met un terme à sa carrière politique. 

## Biographie

### Enfance
Fredrik Reinfeldt est né à Österhaninge, dans le comté de Stockholm, il est le fils de Bruno et Birgitta Reinfeldt. Son père travaille comme conseiller et élu du parti modéré à Täby, sa mère est psychologue et conseillère en gestion. Il a deux frères, Magnus et Henrik.
Il passe son enfance dans différentes villes, parmi lesquelles Bromsten, Londres et Spånga, et joue au basket dans l'équipe des Tensta Tigers, mais il fait surtout partie de plusieurs troupes de théâtre amateur, spex et revyer. La famille s'installe à Täby en 1976.

### Vie familiale
Résidant à Täby, au nord de Stockholm, il épouse Filippa Holmberg, élue au Parlement du comté de Stockholm, avec laquelle il a trois enfants. En juillet 2012, les époux Reinfeldt annoncent leur divorce, vingt ans après leur union ; l'approbation, par signature, est officialisée le 20 février 2013. En février 2015, il confirme être en relation avec Roberta Alenius, son ancienne attachée de presse. Le couple a une fille, née en mai 2017.

### Le mouvement des jeunes modérés
Il s'engage dans le Mouvement des jeunes modérés en 1983, à l'âge de dix-huit ans, ayant été engagé politiquement depuis plus tôt. Il effectue son service militaire à Kiruna dans les chasseurs lapons.
Lors de ses études à l'Université de Stockholm, il s'engage dans le groupe de discussion Borgerliga Studenter – Opposition '68 (Étudiants Bourgeois, Opposition '68), dont il est président en 1988–1989. En 1988, il est également élu au conseil municipal de Täby. En 1990, il passe son diplôme de sciences économiques et devient président du Mouvement des jeunes modérés Täbys. L'année suivante, en 1991, il est élu à la Diète nationale.
Karl-Petter Thorwaldsson, président du Mouvement des jeunes sociaux-démocrates, décrit Reinfeldt comme quelqu'un qui « conserve très difficilement une idée » et qu'il est « très difficile de saisir le personnage ».
Reinfeldt est élu président du Mouvement des jeunes Modérés lors du congrès de Lycksele en 1992, avec 58 voix, contre 55 pour Ulf Kristersson. Ce congrès a été longtemps le point culminant de la lutte interne entre les conservateurs et les néo-libéraux, Reinfeldt représentant les conservateurs, et Kristersson les néo-libéraux.

## Premier ministre

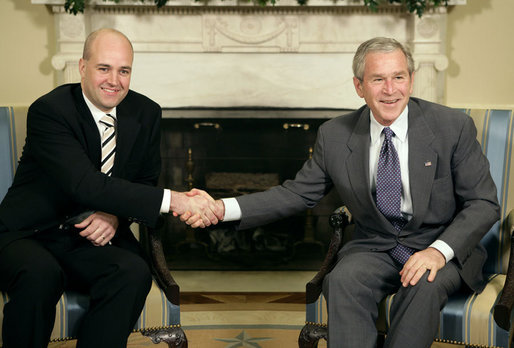
Le président George W. Bush et le Premier ministre Fredrik Reinfeldt rencontrent la presse dans le Bureau ovale, le mardi 15 mai 2007.

À l'occasion des élections législatives du 17 septembre 2006, il propose un programme politique plus centriste que les précédents dirigeants de son parti, contribuant vraisemblablement ainsi aux progrès électoraux enregistrés par son parti qui, avec 26,1 % des voix contre 15,3 % en 2002, remporte son meilleur score depuis des décennies. Sa coalition, l'Alliance pour la Suède, qui inclut aussi le Parti libéral du peuple, le Parti du centre et les Chrétiens démocrates, obtient au total 48,1 % des voix et devance la majorité de gauche sortante qui n'a obtenu que 46,2 %. Le 5 octobre, il est élu Premier ministre par la Diète nationale par 175 voix contre 169. Il présente le 6 octobre aux parlementaires, la composition et le programme de son gouvernement qui inclut aussi le Parti libéral du peuple, le Parti du centre et les Chrétiens démocrates.
Il adopte une feuille de route libérale, conduisant notamment à une modification du système fiscal (dont l'abandon des droits de succession), un durcissement des conditions d'accès aux allocations chômage ou aux indemnités en cas d'arrêt-maladie, et la baisse des dépenses publiques. 
Il privatise en grande partie le secteur de la santé à partir de 2006, avec des résultats mitigés. Si le nombre de spécialistes a augmenté, permettant de réduire les délais d'attente pour un rendez-vous, la privatisation a aussi entrainé une hausse des coûts pour les pouvoirs publics (pour faire des bénéfices, les établissements privés doivent multiplier consultations et interventions) et accentué les inégalités dans l'accès à la santé, les spécialistes ayant tendance à déserter les régions pour rejoindre les grandes villes et les banlieues pour les quartiers aisés.
Début 2013, le magazine britannique libéral The Economist salue les réformes du gouvernement Reinfeldt, soulignant que le pays pourrait devenir « le prochain supermodèle » libéral.
En février 2009, il lève le moratoire sur le programme nucléaire civil de la Suède.
Il est reconduit dans ses fonctions après les élections législatives de 2010, bien que la coalition gouvernementale ne dispose plus de la majorité absolue.
L'Alliance pour la Suède sort perdante des élections de 2014. Reinfeldt est remplacé à la tête du pays par le social-démocrate Stefan Löfven. En janvier 2015, Anna Kinberg Batra le remplace comme premier secrétaire du Parti du rassemblement modéré.

## Après 2014
Le 25 mars 2023, il est élu président de la Fédération suédoise de football. En décembre 2024, il est accusé d'avoir menacé les employés de la Fédération suédoise de football de ne pas exprimer leur opinion sur les droits de l'homme en Arabie saoudite, après l'attribution de la Coupe du monde de la FIFA 2034 à ce pays.

## Distinctions
- Médaille commémorative du jubilé du roi Carl XVI Gustaf II (23 août 2013)
- Médaille de Sa Majesté le Roi (2016)
- Collier de l'ordre de la Croix de Terra Mariana ( Estonie)